# Journal of Near Eastern Studies
Journal of Near Eastern Studies(JNES, 근동연구저널)는 시카고 대학교에서 출판되는 학술 저널이다. 주로 고고학, 예술, 역사, 문학, 언어학, 종교, 법, 그리고 과학을 포함한 근동 지역의 고대와 중세  문명에 대한 논문을 발간하고 있다.

## 역사
이 저널은 1824년 윌리암 레이니 하퍼가 Hebraica 라는 저널을 출판하였는데 1942년에는 American Journal of Semitic Languages and Literatures으로 이름을 가졌는데 다시 1942년 현재의 이름으로 변경하였다. 2010년 이래로 연 2 회 발행된다.

## 같이 보기
- Journal of Assyrian Academic Studies